# Busto di papa Clemente X
La statua di Papa Clemente X è una delle ultime opere scultoree realizzata da Gian Lorenzo Bernini, attualmente esposta alle Gallerie nazionali d'arte antica, nel Palazzo Barberini di Roma. Il soggetto della statua è Papa Clemente X nell'atto di benedire.

## Origini
Non vi sono informazioni certe sull'origine della statua. Secondo Rudolf Wittkower, Bernini, nel 1676, avrebbe dovuto realizzare tre versioni della statua: una destinata al nipote di Clemente X, il cardinale Paluzzo Paluzzi degli Albertoni; un'altra da collocare al refettorio dell'Ospizio dei Convalescenti e una terza per la biblioteca di Palazzo Altieri.
Wittkower credeva che la versione destinata a Palazzo Altieri sia quella esistente; altri ipotizzano che la statua attualmente osservabile sia quella che era destinata all'Ospizio dei Convalescenti.
Esiste anche un busto bronzeo di Clemente X, conservato al Minneapolis Museum of Art e realizzato seguendo i progetti del Bernini; tale versione sembra sia stata realizzata qualche anno prima di quella in marmo, nel 1671 circa.

## Esposizioni
La statua è stata esposta al Getty Museum in California e alla National Gallery of Art di Canberra.